# تپه چیا طبالخانه
تپه چیا طبالخانه مربوط به سده‌های ۶–۴ ه.ق است و در شهرستان کوهدشت، بخش طرهان، دهستان زیر تنگ، بخش شرقی بافت مسکونی روستای پشت تنگ وسطی واقع شده و این اثر در تاریخ ۲۸ اسفند ۱۳۸۵ با شمارهٔ ثبت ۱۸۴۰۳ به‌عنوان یکی از آثار ملی ایران به ثبت رسیده است.